# Đỗ Văn Đương
Đỗ Văn Đương (sinh năm 1960) là một chính trị gia người Việt Nam. Ông hiện là Phó trưởng ban Ban Dân nguyện Quốc hội Việt Nam khóa XIV nhiệm kì 2016-2021, dù ông không phải là đại biểu Quốc hội Việt Nam khóa XIV (ông là một trong 15 người được Trung ương giới thiệu ứng cử Đại biểu Quốc hội khóa 14 năm 2016 ở Thành phố Hồ Chí Minh nhưng đã thất cử). Ông từng là đại biểu Quốc hội Việt Nam khóa 13 nhiệm kì 2011-2016, thuộc đoàn đại biểu Thành phố Hồ Chí Minh, Ủy viên thường trực Ủy ban Tư pháp của Quốc hội khóa 13.. Ông có bằng tiến sĩ Luật.

## Xuất thân và giáo dục
Đỗ Văn Đương sinh ngày 10 tháng 10 năm 1960 tại làng Ngọc Lặc, xã Ngọc Sơn, huyện Tứ Kỳ (nay thuộc thành phố Hải Dương), tỉnh Hải Dương. Ông có bằng tiến sĩ Luật.
Ông bảo vệ luận án Tiến sĩ Luật học tại Trường Đại học Cảnh sát nhân dân, Hà Nội vào ngày 13 tháng 1 năm 2001. Tên luận án là "Thu thập, đánh giá và sử dụng chứng cứ trong điều tra vụ án hình sự ở Việt Nam hiện nay", 206 trang, chuyên ngành Hình pháp học. Người hướng dẫn khoa học là Phó giáo sư, Tiến sĩ Phạm Tuấn Bình và Tiến sĩ Nguyễn Huy Thuật. Ba người phản biện là Phó giáo sư, Tiến sĩ Đỗ Ngọc Quang, Phó giáo sư, Tiến sĩ Nguyễn Thủ Thanh và Tiến sĩ Ngô Tiến Quý.

## Sự nghiệp
Từ tháng 5 năm 1985 đến tháng 10 năm 1996, ông là giảng viên công tác tại Khoa Công tác kiểm sát, Trường Cao đẳng kiểm sát Hà Nội thuộc Viện kiểm sát nhân dân tối cao.
Từ tháng 11 năm 1996 đến tháng 7 năm 1998, ông là thạc sĩ luật, giảng viên, Tổ trưởng Bộ môn Khoa học Điều tra tội phạm, Khoa Công tác Kiểm sát, Trường Cao đẳng Kiểm sát Hà Nội.
Ngày 2 tháng 4 năm 1997, Đỗ Văn Đương gia nhập Đảng Cộng sản Việt Nam. Sau đó, ông lấy chứng chỉ cao cấp lý luận chính trị Đảng Cộng sản Việt Nam.
Từ tháng 8 năm 1998 đến tháng 3 năm 2002, ông là Cán bộ nghiên cứu thuộc Viện Khoa học Kiểm sát, Viện kiểm sát nhân dân tối cao. Ông có bằng Tiến sĩ Luật học tại Đại học Cảnh sát nhân dân trong khoảng thời gian này.
Từ tháng 4 năm 2002 đến tháng 3 năm 2004, ông là Trưởng phòng Nghiên cứu thuộc Viện Khoa học kiểm sát, Viện kiểm sát nhân dân tối cao.
Từ tháng 4 năm 2004 đến tháng 7 năm 2007, ông là Phó Viện trưởng Viện Khoa học kiểm sát, Viện kiểm sát nhân dân tối cao. Ông được Chủ tịch nước Việt Nam bổ nhiệm chức danh Kiểm sát viên Viện kiểm sát nhân dân tối cao.
Từ tháng 8 năm 2007 đến tháng 8 năm 2008, ông là Phó Viện trưởng Viện kiểm sát nhân dân tỉnh Ninh Bình đồng thời vẫn giữ chức danh Kiểm sát viên Viện kiểm sát nhân dân tối cao.
Từ tháng 9 năm 2008 đến tháng 5 năm 2016, ông là Phó Viện trưởng Viện khoa học kiểm sát, Kiểm sát viên Viện kiểm sát nhân dân tối cao, Ủy viên thường trực Ủy ban Tư pháp của Quốc hội khóa 13.

### Đại biểu Quốc hội Việt Nam khóa 13 Thành phố Hồ Chí Minh
Đỗ Văn Đương là Đại biểu Quốc hội Việt Nam khóa 13 nhiệm kì 2011-2016 thuộc đoàn đại biểu Thành phố Hồ Chí Minh (đại biểu chuyên trách trung ương), Ủy viên thường trực Ủy ban Tư pháp của Quốc hội Việt Nam khóa 13.
Vào năm 2011, ông trở nên nổi tiếng với phát biểu về tình hình lạm phát tại kỳ họp thứ 1, Quốc hội khóa 13: "Tôi không nghĩ lạm phát ở nước ta cao nhất khu vực! Theo tôi phải xem lại chỗ này. Tôi đi các nước thấy giá tiêu dùng đắt đỏ, một đĩa rau muống xào ở Thượng Hải tới 200 nghìn đồng, nhưng ở Việt Nam chỉ mấy chục nghìn. Trong nước tôi đi chợ rau muống ở đô thị có thể 5.000 đồng/mớ, đi xuống vùng nông thôn chỉ 2.000, xuống nữa có khi rẻ hơn." Từ đó ông còn được biết đến với tên "ông Nghị rau muống".
Ngày 27 tháng 10 năm 2014, khi trả lời phỏng vấn báo chí, ông đã nói rằng "Luật sư chỉ bào chữa cho người có tiền". Phát biểu này khiến giới luật sư nổi giận, đòi ông phải xin lỗi.
Sáng ngày 13 tháng 3 năm 2015, tại phiên họp của Ủy ban thường vụ Quốc hội Việt Nam khóa 13, Đỗ Văn Đương đã chất vấn Chánh án Tòa án nhân dân tối cao Việt Nam Trương Hòa Bình về vụ án Hồ Duy Hải.

### Phó Trưởng ban Dân nguyện Quốc hội Việt Nam khóa 14
Ngày 22 tháng 5 năm 2016, Đỗ Văn Đương được Trung ương giới thiệu ứng cử đại biểu Quốc hội Việt Nam khóa 14 tại đơn vị bầu cử số 5 Thành phố Hồ Chí Minh gồm các quận Tân Bình và Tân Phú, tuy nhiên ông đã không thắng cử.
Tuy không là đại biểu Quốc hội Việt Nam khóa 14, nhưng Đỗ Văn Đương vẫn giữ chức vụ Phó Trưởng ban Dân nguyện, Quốc hội Việt Nam khóa 14.
Cuối tháng 6 năm 2020, ông có báo cáo gửi Chủ tịch nước Nguyễn Phú Trọng nêu quan điểm của mình về Vụ án Hồ Duy Hải. Có nhiều người đã phản đối ông gay gắt trên mạng xã hội.

## Khen thưởng
- Huy chương Bảo vệ pháp chế[5]
- Chiến sĩ thi đua ngành Kiểm sát nhân dân năm 2007[5]
- Giấy khen của Ban Chấp hành Đảng bộ cơ quan Văn phòng Quốc hội năm 2012, năm 2014, năm 2015[5]

## Tác phẩm
Đỗ Văn Đương là tác giả của một số tác phẩm sau:

### Sách
1. Đỗ Văn Đương, "Chứng cứ và chứng minh trong vụ án hình sự’’, Nxb Chính trị quốc gia – Sự thật, Hà Nội 2011.
2. Đỗ Văn Đương, "Chứng cứ và chứng minh trong tố tụng hình sự", Nxb Tư pháp 2006.
3. Lê Hữu Thể, Đỗ Văn Đương, Nguyễn Thị Thủy, đồng chủ biên, "Những vấn đề lý luận và thực tiễn cấp bách của việc đổi mới thủ tục tố tụng hình sự đáp ứng yêu cầu cải cách tư pháp", Nxb Chính trị Quốc gia – Sự thật, Hà Nội 2013

### Tạp chí
1. Đỗ Văn Đương (2004), "Những điểm mới trong thu thập, đánh giá chứng cứ trong Bộ luật tố tụng hình sự năm 2003", Kiểm sát.

## Tranh cãi
Về phát biểu của ông, 
| “ | Quyền im lặng không phải là quyền con người | ” |
| — |                                             |   |

Luật sư Ngô Ngọc Trai nhận thấy đó là điều sai lầm với hai lý luận sau:
- Quyền im lặng thực chất chính là một dạng thể hiện của quyền tự do ngôn luận. Nếu bị can không được quyền im lặng, tức là để ngỏ khả năng bị can phải khai báo trái ý muốn, cũng tức là chấp nhận việc bị can có thể bị xâm hại về sức khỏe, danh sự và nhân phẩm.
- Nếu không quy định quyền im lặng chắc chắn sẽ xảy ra bức cung, việc ép buộc người ta khai báo sẽ xâm hại tới quyền được bảo vệ an toàn tính mạng và sức khỏe công dân. Vậy hy sinh quyền công dân ngay trước mắt để xử lý tội phạm cũng nhằm bảo vệ quyền công dân khác, thế thì việc điều tra xử lý tội phạm đã hoàn toàn mất đi ý nghĩa và là đánh đổi mục đích cho phương tiện.[15]

| “ | "Phạm nhân Việt Nam còn sướng hơn sinh viên thời xưa" | ” |
| — |                                                       |   |

| “ | "Thực chất luật sư ở Việt Nam chỉ bào chữa cho những người có tiền…" | ” |
| — |                                                                      |   |